# Georgi Asparuhov
Georgi Asparuhov Rangelov (búlgaro, Георги Аспарухов Рангелов; Sófia, 4 de Maio de 1943 – 30 de Junho de 1971) foi um jogador de futebol búlgaro, considerado um dos principais jogadores de futebol búlgaro de todos os tempos. Disputou as Copas do Mundo de 1962, 1966 e 1970.

## Morte trágica
Asparuhov, que jogava no PFC Levski Sófia, morreu em um acidente de carro em 30 de junho de 1971 com um companheiro de time, Nikola Kotkov. No seu funeral, mais de 550.000 pessoas foram para Sófia para prestar homenagem e  para dizer adeus.
Para homenagear "Gundi", como Asparuhov era apelidado, o atual estádio do Levski leva o seu nome.